# No Doubt (álbum)
No Doubt es el primer álbum de estudio de la banda estadounidense del mismo nombre, publicado mundialmente el 17 de marzo de 1992 por la compañía Interscope Records. Formados oficialmente como banda en 1989, con Gwen Stefani como vocalista, Eric Stefani como tecladista, Tony Kanal como bajista, Tom Dumont como guitarrista y Adrian Young como baterista, No Doubt firmó un contrato con la compañía Interscope en 1991. Inicialmente, el álbum había sido grabado de manera independiente, pero, tras haber firmado con la discográfica, decidieron regrabarlo en un estudio profesional de Los Ángeles, en California, en un período de tres meses, desde octubre de 1991 a enero de 1992. En términos generales, No Doubt obtuvo reseñas variadas de los críticos musicales: por un lado, elogiaron la producción y la voz de Stefani, pero otros lo describieron como «olvidable» y un mal trabajo de ska y pop.
El álbum salió a la venta en un período en el que Estados Unidos estaba centrado principalmente en la música grunge, todo lo contrario al sonido ska y pop que No Doubt hacía. Por este motivo, y pese a las presentaciones que la banda realizó a lo largo del país, el álbum sufrió un fracaso al vender solo 30 000 copias. Dada la recepción comercial, Interscope se negó a financiar el lanzamiento de un sencillo para el disco, por lo que No Doubt publicó «Trapped in a Box» junto con un videoclip para promocionarla. Sin embargo, tanto el tema como el vídeo tampoco lograron tener una buena recepción pública. Sin el apoyo de su discográfica, los integrantes autoprodujeron su segundo álbum de estudio, The Beacon Street Collection, que vendió 100 000 unidades en 1995, lo que llevó a Interscope a financiar y apoyar su siguiente trabajo, Tragic Kingdom, lanzado el mismo año. Tras el éxito de este último, las ventas de No Doubt aumentaron y llegaron a la cifra de 250 000 copias.

## Antecedentes y desarrollo
John Spence, Eric Stefani y la hermana de este, Gwen Stefani, formaron la banda No Doubt en 1986, luego de haber trabajado juntos en un local de Dairy Queen. Se presentaron en pequeños conciertos en todo el Condado de Orange, en California. Tony Kanal asistió a uno de estas primeras presentaciones y posteriormente se unió a la banda como el bajista. Tras rechazar inicialmente sus insinuaciones, empezó a salir con Gwen, pero mantuvieron su relación en secreto por un año, al sentir que era una regla tácita que nadie salía con ella.
En diciembre de 1987, Spence se suicidó varios días antes de que la banda tocase en un concierto en el local nocturno The Roxy para los empleados de la industria discográfica. Por consiguiente, No Doubt se disolvió, pero después de varias semanas los integrantes decidieron reagruparse, con Alan Meade como vocalista. Cuando este dejó la banda, Gwen tomó su lugar, mientras que No Doubt continuó desarrollando seguidores en las presentaciones de California. A principios de 1988, Tom Dumont abandonó Rising, una banda de heavy metal en la que era miembro junto con su hermana, y se unió a No Doubt; Dumont afirmó que las bandas locales de metal «eran para beber [y] vestir spandex», pero él quería concentrarse en la música. En una entrevista a Wendy Hermanson de la revista BAM en noviembre de 1995, Dumont comentó sobre cómo se incorporó a la banda: «Antes de unirme en 1988, estaba en una banda de heavy metal. Sí, puedo tocar "One" [de Metallica] en la guitarra. Solíamos ensayar en el mismo estudio pequeño en Anaheim. Pero me estaba volviendo insatisfecho con mi banda y la dirección entera de la escena del metal en general. Siempre me ha gustado otros estilos de música. Era fascinante, porque esto era diferente a cualquier tipo de música que había oído antes. La música ska... Estaba muy familiarizado con él. De todos modos, renuncié a mi banda, independientemente de eso, y dentro de una semana, vi un folleto, "No Doubt necesita un guitarrista". Tuve la suerte que aceptarían a un chico heavy metal con cabello largo y con falta de sentido de la moda. Su escena parecía mucho más saludable para mí. La gente vendría a los espectáculos, bailaría y se divertiría». Finalmente, Adrian Young se incorporaría a No Doubt al año siguiente y sustituiría a Chris Webb como el baterista.
Impresionado por la presencia de stage diving en los conciertos de ska y la presencia de Gwen en el escenario, Tony Ferguson contrató a la banda en 1991 para la compañía discográfica recién creada, Interscope Records.

## Grabación y producción
En 1991, No Doubt firmó con Interscope Records, que era una nueva compañía en ese momento. La banda acababa de finalizar la grabación de un CD independiente que posteriormente iban a publicarlo. Cuando firmaron el contrato con el sello discográfico, decidieron aprovechar la oferta de regrabar el CD en un estudio profesional. Sin embargo, no recibieron ningún tipo de apoyo del que esperaban:

«Pensamos que estábamos grabando en un estudio muy bueno, pero al repasar lo acontecido, fuimos ingenuos. Era casi como un lanzamiento independiente - no había ningún empuje para el disco [por Interscope] y sin ningún tipo de apoyo en absoluto. Todo lo que hicimos en ese disco, lo hicimos nosotros mismos».

La banda gastó menos de $13 000 en el proceso de grabación de su álbum debut, con dos canciones escritas en el año 1987 y las nuevas compuestas especialmente para el disco. El proceso duró tres meses, desde octubre de 1991 a enero de 1992. Todos los miembros de la banda continuaron yendo a la escuela para terminar su educación mientras grababan el disco en un estudio de Los Ángeles.
Para promocionar el álbum, en el verano de 1992, la banda realizó su primera gira de dos semanas en la zona occidental de los Estados Unidos. En el otoño, se embarcaron en una gira nacional de dos meses y medio, pero, debido al fracaso comercial del disco, Interscope se negó a apoyar el tour y dejó que la banda financiara la gira por su cuenta. No Doubt tocó junto a bandas como Rage Against the Machine, Ugly Kid Joe, Sublime, Dance Hall Crashers, 311, Public Enemy, Pato Banton y The Special Beat.

## Lanzamiento
La compañía discográfica Interscope Records publicó No Doubt en los Estados Unidos el 13 de marzo de 1992, a través de la descarga digital; cuatro días después, se puso a la venta en el mundo en este mismo formato. El mismo día de su lanzamiento oficial, fue publicado mundialmente en CD, a excepción del Reino Unido, donde estuvo disponible desde el 20 de marzo. Finalmente, se lanzó en casete en el territorio estadounidense el 24 del mismo mes.

## Sencillos
Después de las pocas ventas de No Doubt, Interscope no deseaba financiar el lanzamiento de un sencillo del álbum. No obstante, la banda respaldó la filmación de un vídeo musical para la canción «Trapped in a Box» de sus propios bolsillos. Aproximadamente $5000 se gastaron en él. Dirigido por Myke Zykoff, muestra a la banda tocando la canción en diferentes lugares, como en un cuarto, el techo de una casa y en una habitación rodeada de personas, entre otros. A pesar de las esperanzas de la banda, el videoclip no obtuvo promoción ni tampoco fue transmitido en el canal de música estadounidense MTV. Asimismo, el sencillo no logró posicionarse en ninguna lista musical del mundo. El vídeo fue incluido posteriormente en el DVD The Videos 1992-2003.
«Trapped in a Box» contiene ritmos de ska y presenta una sección de instrumentos de viento y viento metal. Su letra se basa en un poema que Dumont escribió sobre ser adictos a la televisión y cómo puede ser controlada la forma de pensar. Obtuvo comentarios variados de los críticos musicales, quienes lo elogiaron como uno de los aspectos más destacados del álbum, pero otros sostuvieron que era uno de los temas más débiles del disco, fue calificada como «rara, casi novedosa» y la voz de Stefani fue definida como «un delfín atrapado en un ser humano».

## Recepción

### Crítica
En términos generales, No Doubt recibió reseñas variadas de los críticos musicales. El reportero Bill Holdship, de Yahoo!, declaró que era un resultado bastante anodino de ska y pop. Por su parte, John Bush de Allmusic afirmó que a pesar de las influencias punk de No Doubt, no incluyeron el grunge de principios de los años '90. Continuó: «Gran parte de la causa es el álbum debut de la banda, un trabajo de producción elegante inspirado más por sintetizadores de los '80 que la herencia de No Doubt». Finalizó describiendo la voz de Stefani como «extrovertida» y que rescata el asunto. Rolling Stone sostuvo que era «olvidable» y lo describió como un intento empalagoso de animarte cada día con una actitud de rock y una reducción erudita de ska. Finalmente, le otorgó dos estrellas de cinco. Por último, Rhapsody comentó que No Doubt está muy lejos de la radio pop que [la banda] se hizo conocida. No obstante, definió al disco como brillante, colorido y divertido, con la voz de Stefani sonando tan fuerte como siempre.

### Comercial y ventas
El sonido ska de la banda contrastaba enormemente con el género popular en los Estados Unidos en ese momento, la música grunge. El álbum obtuvo un fracaso comercial, con tan solo 30 000 copias vendidas. En las palabras del director del programa de KROQ, una estación de radio californiana en la que la banda se presentaba, comentó: «Haría falta un acto de Dios para que esta banda se escuchara en la radio».
La falta de apoyo de la compañía discográfica frustró a la banda, lo que provocó que auto-produjeran su siguiente álbum, The Beacon Street Collection (1995), en un estudio casero. La producción causó que se alejaran del sonido pop deseado por Interscope Records a un estilo más punk. Su independencia conmocionó a Tony Ferguson, su representante de la compañía discográfica, y el álbum vendió más de 100 000 copias en 1995, tres veces más de lo que No Doubt comercializó. Para aprovechar este éxito, Interscope ofreció a la banda la ayuda extensa con su tercer álbum, Tragic Kingdom, bajo la división de Trauma Records, compañía que No Doubt firmó con ella.
El éxito de Tragic Kingdom, que vendió entre 15 y 16 millones de copias en el mundo, llevó a que los fanáticos se interesaran por los discos anteriores de la banda, No Doubt y The Beacon Street Collection, por lo que se vendieron muchas más copias. De este modo, este último álbum fue relanzado en octubre de 1997 como parte del catálogo posterior de la banda y, en el verano del mismo año, No Doubt había alcanzado la cifra de 250 000 unidades vendidos.

## Lista de canciones
| No Doubt |                                 |                                                     |          |  |
| N.º      | Título                          | Escritor(es)                                        | Duración |  |
| 1.       | «BND»                           | Eric Stefani, Tony Kanal                            | 0:45     |  |
| 2.       | «Let's Get Back»                | Gwen Stefani, E. Stefani, Kanal, Tom Dumont         | 4:11     |  |
| 3.       | «Ache»                          | E. Stefani                                          | 3:48     |  |
| 4.       | «Get on the Ball»               | E. Stefani, G. Stefani                              | 3:32     |  |
| 5.       | «Move On»                       | E. Stefani, Kanal, Dumont, G. Stefani, Adrian Young | 3:55     |  |
| 6.       | «Sad for Me»                    | E. Stefani, G. Stefani                              | 1:59     |  |
| 7.       | «Doormat»                       | E. Stefani, Kanal, G. Stefani                       | 2:26     |  |
| 8.       | «Big City Train»                | E. Stefani, Kanal, G. Stefani, Dumont               | 3:56     |  |
| 9.       | «Trapped in a Box»              | E. Stefani, Dumont, G. Stefani, Kanal               | 3:24     |  |
| 10.      | «Sometimes»                     | Dumont, G. Stefani, E. Stefani, Kanal               | 4:29     |  |
| 11.      | «Sinking»                       | E. Stefani                                          | 3:20     |  |
| 12.      | «A Little Something Refreshing» | E. Stefani                                          | 1:18     |  |
| 13.      | «Paulina»                       | E. Stefani, Gabriel Gonzalez II*, Chris Leal*       | 2:30     |  |
| 14.      | «Brand New Day»                 | E. Stefani, Kanal                                   | 3:15     |  |

- (*) Denota composición adicional.

## Certificaciones
| País   | Organismo certificador | Certificación | Unidades certificadas / Ventas |
| ------ | ---------------------- | ------------- | ------------------------------ |
| Canadá | Music Canada           | Oro           | 50 000                         |

## Historial de lanzamientos
| País           | Fecha               | Formato          | Discográfica       | Ref.                               |
| -------------- | ------------------- | ---------------- | ------------------ | ---------------------------------- |
| Estados Unidos | 13 de marzo de 1992 | Descarga digital | Interscope Records | [ 13 ] [ 14 ]                      |
| Mundo          | 17 de marzo de 1992 | Descarga digital | Interscope Records | [ 15 ] [ 16 ] [ 17 ] [ 18 ] [ 19 ] |
| Mundo          | 17 de marzo de 1992 | CD               | Interscope Records | [ 20 ] [ 21 ]                      |
| Reino Unido    | 20 de marzo de 1992 | CD               | Polydor Records    | [ 22 ]                             |
| Estados Unidos | 24 de marzo de 1992 | Casete           | Interscope Records | [ 23 ]                             |

## Créditos y personal
| - Gwen Stefani: voz. - Eric Stefani: teclados y voz. - Tom Dumont: guitarras. - Tony Kanal: bajo. - Adrian Young: percusión y batería. - Eric Carpenter: saxofón. - Don Hammerstedt: trompeta. - Alex Henderson: trombón. | - Grabación y mezcla: A&R Studio, Hollywood, California, de octubre de 1991 a enero de 1992. - Dirección de A&R: Tony Ferguson. - Coordinación de A&R: J.B. Fung. - Información de contratación: William Morris Agency. - Administración: Tony Kanal. - Composición: Adrian Young, Eric Stefani, Gwen Stefani, Tom Dumont y Tony Kanal. - Producción: No Doubt y Dito Godwin. - Ingeniería: Michael Carnevale. - Masterización: Dave Collins (A&M Studios). - Arreglo: No Doubt. - Arreglos de trompa: Don Hammerstedt. - Dirección de arte: Kimberly Holt. - Diseño: Kimberly Holt. - Fotografía: Chris Cuffaro. - Portada: EMS. |

Fuentes: Discogs y notas del disco compacto.